# Gypona nacula
Gypona nacula är en insektsart som beskrevs av Delong och Freytag 1964. Gypona nacula ingår i släktet Gypona och familjen dvärgstritar. Inga underarter finns listade i Catalogue of Life.